# دان وايت
دان وايت (بالإنجليزية: Dan White)‏ هو ممثل أمريكي، ولد في 25 مارس 1908 في الولايات المتحدة، وتوفي بنفس المكان في 7 يوليو 1980.

## أعمال

### أفلام
- (1939) ذهب مع الريح[1][2]
- (1940) عناقيد الغضب
- (1950) لبست الشريط الأصفر
- (1957) فرقة الملائكة
- (1963) الكاردينال

## وصلات خارجية
- دان وايت على موقع IMDb (الإنجليزية)
- دان وايت على موقع ألو سيني (الفرنسية)
- دان وايت على موقع أول موفي (الإنجليزية)
- دان وايت على موقع قاعدة بيانات الأفلام السويدية (السويدية)
- دان وايت على موقع قاعدة بيانات الفيلم (الإنجليزية)
- دان وايت على موقع كينوبويسك (الروسية)